# Ostrinia orientalis
Ostrinia orientalis is een vlinder uit de familie van de grasmotten (Crambidae). De wetenschappelijke naam van de soort is voor het eerst geldig gepubliceerd in 1970 door Mutuura & Munroe.